# Uwe Schröder (Politiker)
Uwe Schröder (* 28. April 1946 in Bremen) ist ein deutscher Politiker (FDP, Liberale Demokraten, SPD) und er war für die FDP und die Grüne und Liberale Gruppe (GUL) Mitglied der Bremischen Bürgerschaft.

## Biografie
Schröder erlernte den Beruf eines Versicherungskaufmannes. Er studierte in den 1970er Jahren und war danach als Lehrer in Bremen tätig. Heute wohnt er in Weyhe.

Er ist verheiratet und hat Kinder.
Partei
Ab Ende der 1960er Jahre war er Mitglied der FDP Bremen und der Deutschen Jungdemokraten. 1972 gründete er einen neuen FDP-Ortsverband Stadtmitte/Östliche Vorstadt und wurde dessen Vorsitzender. Er wurde 1972 Mitglied in den Ausschüssen Soziales und Bau im Beirat Bremen-Mitte, in dem er ab 1975 vertreten war. Ab 1974 war er Mitglied im Vorstand des größten FDP-Kreisverbands Bremen Stadt. 1976 wurde er Mitglied im FDP-Landesvorstand, 1980 Vorsitzender des FDP-Kreisverbands Bremen Mitte/West und 1980 Vorsitzender des FDP-Landesfachausschusses für Bildung.
Im November 1982, nach dem Ende der Sozialliberalen Koalition auf Bundesebene, verließen die Bürgerschaftsabgeordneten Schröder und Karl Holl – wie viele andere – die FDP. Im September 1983 trat er in die SPD ein. Nach einem Umzug nach Ritterhude verließ er die SPD.
Bürgerschaft
Von 1975 bis 1979 war er Mitglied der Bildungsdeputation und von 1979 bis 1983 Mitglied der 10. Bremischen Bürgerschaft und Mitglied verschiedener Deputationen, u. a. für das Bildungswesen und für Umwelt. In der Bürgerschaft war er u. a. für eine Verbesserung des Umweltschutzes, für ein Investitionsprogramm im Sozialen Wohnungsbau und im Straßenbau und er war gegen das Kernkraftwerk Brokdorf. Nach seinem Austritt aus der FDP gründete er mit dem Grünen Peter Willers eine parlamentarische Gruppe (GUL). Weitere Aufgaben fand er bei der Neufassung des bremischen Polizeigesetzes und der Aufarbeitung der Krise im bremischen Schiffbau.